# Rudolf Fischer (Widerstandskämpfer)

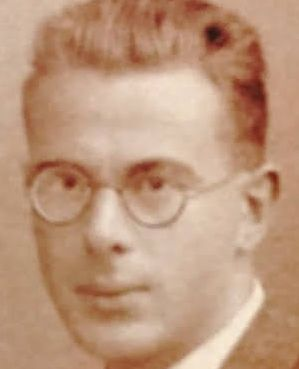
Rudolf Fischer

Rudolf Fischer (* 5. Dezember 1905 in Wien; † 28. Januar 1943 ebenda) war ein österreichischer Widerstandskämpfer gegen den Nationalsozialismus.

## Leben
Fischer, ein Hilfsarbeiter, war in der Zeit des Nationalsozialismus unter dem Decknamen Siegel Mitglied der illegal im Untergrund agierenden KPÖ und an der Bildung einer Stadtleitung der KPÖ in Wien beteiligt. Er rekrutierte neue Mitarbeiter, organisierte die Herstellung und Verteilung kommunistischer Flugschriften und Periodika und die Betreuung inhaftierter Kommunisten.
Nachdem die Gestapo die KPÖ weitgehend infiltriert hatte, wurde er am 29. April 1941 zusammen mit seiner Frau,  Maria, in seiner Wohnung in der Laxenburger Str. 98 im 10. Wiener Gemeindebezirk verhaftet, am 2. November 1942 wegen „Vorbereitung zum Hochverrat“ zum Tod verurteilt und am 28. Januar 1943 im Wiener Landgericht I auf der Guillotine hingerichtet.
Seine Frau, mit der er zusammen die Tochter Erika (* 1930) hatte, wurde einige Wochen danach ebenfalls hingerichtet.

## Gedenkorte
- Inschrift am Maria-und-Rudolf-Fischer-Hof in Wien, Wohnkomplex, Laxenburger Str. 98.Maria-und-Rudolf-Fischer-Hof

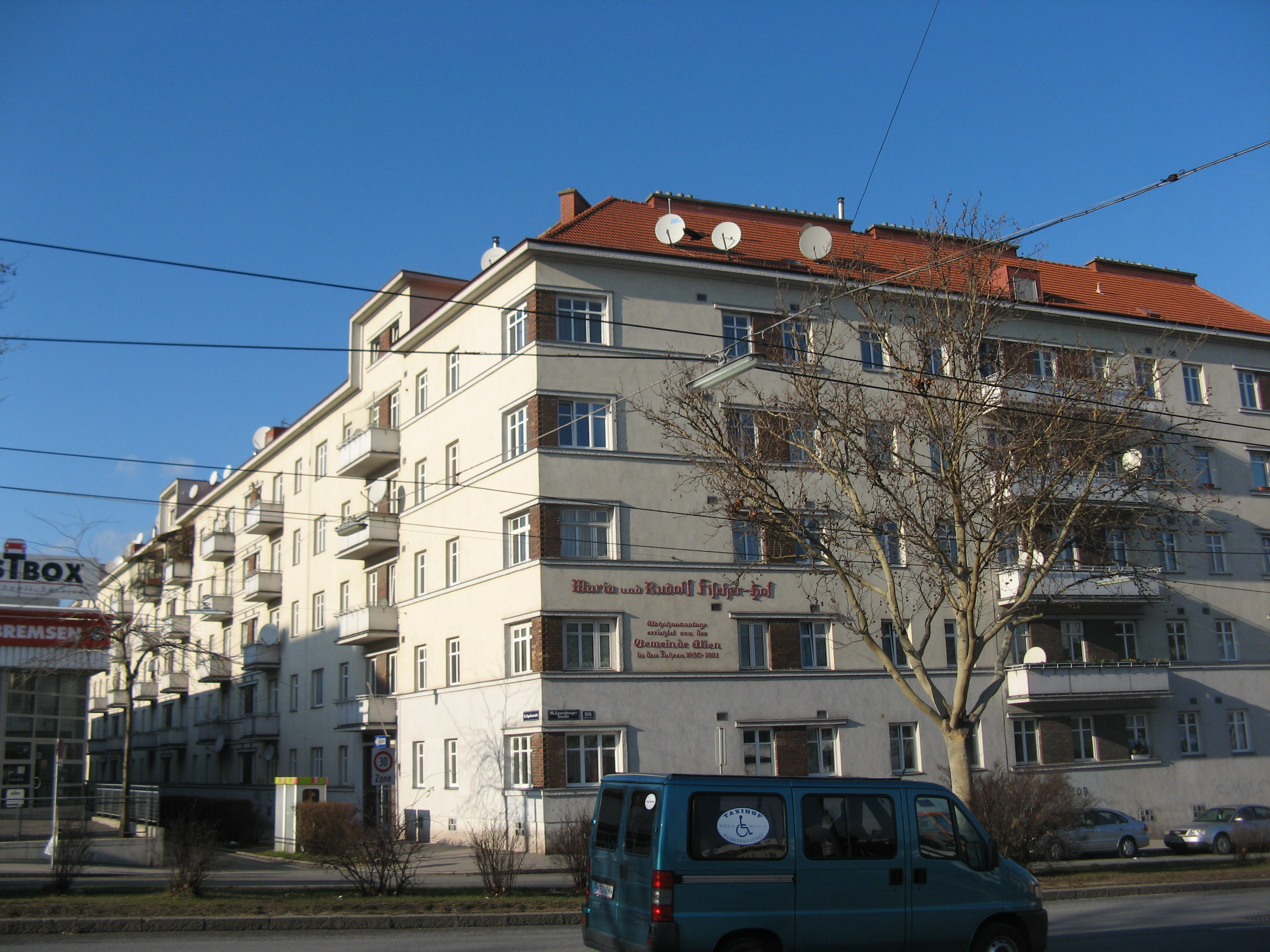
Maria-und-Rudolf-Fischer-Hof

- Gedenkstein auf dem Gedenkort-Gruppe 40 für die im Landesgericht Hingerichteten, Zentralfriedhof Wien.
- Gedenktafel im ehemaligen Hinrichtungsraum, Landesgericht für Strafsachen, Wien, Landesgerichtsstraße 11.
- Zitat aus seinem Abschiedsbrief mit einer Gedenktafel in mehreren Sprachen auf dem Monumento alla Resistenza europea in Como.